# Тимофеев, Николай Павлович
Николай Павлович Тимофеев (1919—1998) — полковник Советской Армии, участник Великой Отечественной войны, Герой Советского Союза (1944).

## Биография
Николай Тимофеев родился 24 декабря 1919 года в деревне Иванково (ныне — Старорусский район Новгородской области). После окончания семи классов школы работал на лесосплаве. В 1939 году Тимофеев был призван на службу в Рабоче-крестьянскую Красную Армию. С начала Великой Отечественной войны — на её фронтах. В 1942 году Тимофеев окончил Бакинское пехотное училище имени Серго Орджоникидзе.
К ноябрю 1943 года старший лейтенант Николай Тимофеев был заместителем командира батальона 1135-го стрелкового полка 339-й стрелковой дивизии 56-й армии Северо-Кавказского фронта. Отличился во время Керченско-Эльтигенской операции. 11 ноября 1943 года Тимофеев во главе батальона штурмовал вражеские позиции. Преследуя отступающие немецкие войска, батальон первым в дивизии достиг окраины Керчи и принял активное участие в её освобождении.
Указом Президиума Верховного Совета СССР от 16 мая 1944 года старший лейтенант Николай Тимофеев был удостоен высокого звания Героя Советского Союза с вручением ордена Ленина и медали «Золотая Звезда».
После окончания войны Тимофеев продолжил службу в Советской Армии. В 1954 году он окончил Военную академию имени М. В. Фрунзе. В 1977 году в звании полковника Тимофеев был уволен в запас. Проживал и работал в Москве.
Был также награждён двумя орденами Красного Знамени, орденом Суворова 3-й степени, Александра Невского, Отечественной войны 1-й степени, двумя орденами Красной Звезды, орденом «За службу Родине в Вооружённых Силах СССР» 3-й степени и рядом медалей.
Умер 17 октября 1998 года. Похоронен на Николо-Архангельском кладбище в Москве.

Могила Тимофеева на Николо-Архангельском кладбище Москвы.